# Life in One Chord
Life in One Chord è il primo extended play del gruppo musicale neozelandese Straitjacket Fits, pubblicato nel 1987 dalla Flying Nun Records in Nuova Zelanda e loro disco di esordio.

## Tracce
1. Dialling a Prayer - 3:46
2. All that Brings - 4:09
3. Sparkle that Shines - 3:52
4. She Speeds - 3:59

## Musicisti
- David Wood (basso)
- John Collie (batteria)
- Andrew Brough (chitarra, voce)
- Shayne Carter (chitarra, voce)